# 7333 Bec-Borsenberger
7333 Bec-Borsenberger eller 1987 SM4 är en asteroid i huvudbältet som upptäcktes den 29 september 1987 av den amerikanske astronomen Edward L.G. Bowell vid Anderson Mesa Station. Den är uppkallad efter den franska astronomen Annick Bec-Borsenberger.
Asteroiden har en diameter på ungefär 8 kilometer.